# S.to
Serien.sx (auch S.to, SerienStream.sx sowie SerienStream.to) ist eine deutschsprachige Video-on-Demand-Website, die kostenlose, illegale Streams von Fernsehserien anbietet.

## Geschichte
Die Website wurde am 19. Januar 2015 unter der Adresse SerienStream.to gestartet und bietet neben Streams auch einen Serienkalender und ein Community-Forum. Im Oktober 2017 wurde von den Betreibern ein Interview bei Tarnkappe.info gegeben, für das vorher von den Nutzern Fragen eingereicht werden konnten. Am 22. März 2018 wurde die Domain zu S.to gewechselt.
Die Clearingstelle Urheberrecht im Internet beschloss am 22. Februar 2021 die freiwillige Sperrung der Domains S.to sowie SerienStream.sx über die DNS-Namensauflösung der Provider. Nachdem das Gremium im März 2021 die Arbeit aufnahm, wurde diese Sperre durchgesetzt. Die Website ist dadurch ohne angepasste DNS-Server unter den beiden Domains nicht länger für Kunden der deutschen Internetprovider Deutsche Telekom, Vodafone und 1&1 erreichbar. Aufgrund der Sperrung entschieden sich die Betreiber, das Angebot unter der Adresse Serien.sx zu betreiben, die mittlerweile auch von der Sperre betroffen ist.
Die Seite finanziert sich durch Werbung.
Im Dezember 2018 wurde durch ein Werbenetzwerk über die Seite Schadsoftware verbreitet.

## Rechtslage
Laut einem Urteil des Europäischen Gerichtshofs vom April 2017 handelt es sich beim Streamen nicht autorisierter urheberrechtlich geschützter Angebote um eine nicht vorschriftsmäßige Handlung, deren Folgen als Urheberrechtsverletzung zu erkennen sind. Grundsätzlich wird empfohlen, auf legale Video-on-Demand-Anbieter wie z. B. Pluto TV, Netflix, Prime Video u. ä. zu wechseln, da nach Einschätzung mehrerer Experten sowohl die Seite im illegalen Bereich tätig ist, als auch das Betrachten von Streams aus nicht autorisierter Quellen.
Wegen einer einstweiligen Verfügung von Sky Deutschland blockieren Vodafone und andere Internet-Provider den Zugriff auf die Website seit Dezember 2018, um damit u. a. „den illegalen Konsum der TV-Serie ‚Das Boot‘“ zu unterbinden. Die einstweilige Verfügung scheiterte in erster Instanz vor dem Landgericht I in München aufgrund von fehlender Dringlichkeit.